# 41001 Samuel
41001 Samuel è un asteroide della fascia principale esterna. Scoperto nel 1999, presenta un'orbita caratterizzata da un semiasse maggiore pari a 3,169798 UA e da un'eccentricità di 0,040562, inclinata di 8,638994° rispetto all'eclittica. Ha un diametro di 8,267 km e un'albedo di 0,049.
Fa parte della famiglia di asteroidi Veritas.
Samuel Myers è un planetologo americano. Ha conseguito il dottorato di ricerca presso il Lunar and Planetary Laboratory dell'Università dell'Arizona nel 2025. Samuel ha studiato la modellazione termica degli asteroidi vicini alla Terra e si interessa di difesa planetaria. È attivo nella politica scientifica, lavorando per aiutare i legislatori a comprendere meglio le questioni scientifiche.